# Quan hệ Bắc Triều Tiên – Thụy Sĩ
Quan hệ Bắc Triều Tiên – Thụy Sĩ (tiếng Hàn: 스위스-조선민주주의 인민공화국 관계) là quan hệ ngoại giao giữa Cộng hòa Dân chủ Nhân dân Triều Tiên và Thụy Sĩ. Thụy Sĩ có văn phòng hợp tác đặt tại khu Taedonggang-guyok ở Bình Nhưỡng, trong khi nhiệm vụ ngoại giao chính thức đều do Đại sứ quán Thụy Sĩ tại Bắc Kinh, Trung Quốc đảm nhận. Bắc Triều Tiên vẫn duy trì một đại sứ quán ở Bern.

## Lịch sử
Thụy Sĩ là thành viên của Ủy ban Giám sát các Quốc gia Trung lập tại Khu phi quân sự Triều Tiên (DMZ) sau khi Chiến tranh Triều Tiên kết thúc. Hai nước đã có quan hệ ngoại giao từ năm 1974. Ngoài ra, Thụy Sĩ từ lâu đã là bên trung gian trong các cuộc đàm phán giữa những bên liên quan đến cuộc xung đột trên bán đảo Triều Tiên (Bắc Triều Tiên, Hàn Quốc, Trung Quốc, Nhật Bản, Nga và Hoa Kỳ) gần đây nhất là cuộc khủng hoảng Bắc Triều Tiên 2017–18. Tổng thống Thụy Sĩ Doris Leuthard đã xác định rằng đất nước của bà có thể tổ chức lại các cuộc đàm phán như vậy vào tháng 9 năm 2017.
Nhà lãnh đạo hiện tại Kim Jong-un được cho là từng theo học trường nội trú tại trường Liebefeld-Steinhölzli vào cuối thập niên 1990, sau khi đăng ký bằng bí danh.